# Vindobona (město)
Vindobona byl starořímský vojenský tábor (castrum) nacházející se na území dnešního rakouského hlavního města Vídně. Vznikl na základně staršího keltského osídlení a i název má podle všeho keltské kořeny, pojem windo značí „bílý" a pojem „bona“ lze přeložit jako „základ“, „podklad“ či „spodek“.
Oblast se stala součástí Říma v roce 1, kdy Římané dobyli keltské království Noricum. Vindobona byla poté hraniční pevností, střežila severní hranici římského impéria. Není jisté, kdy byla vystavěna, ale nebyly nalezeny žádné stavební nápisy datované dříve než k roku 103, takže se uvažuje o tom, že pevnost mohla být postavena někdy v té době, okolo roku 100. Vindobona ale nebyla jen vojenskou posádkou, byla k ní připojena tzv. canaba, tedy civilní osídlení, a šlo tudíž o živé a lidnaté město, jež mělo v římských časech 15 000 až 20 000 obyvatel, což je počet, kterého nedosahovala většina středověkých měst. Vojenský komplex se rozkládal na ploše asi 20 hektarů, na místě, kde nyní stojí první vídeňský obvod (Vnitřní Město). Žilo v něm asi 6000 mužů.
Správní střediskem římské provincie (Panonie, později Horní Panonie) bylo ovšem mnohem větší a významnější Carnuntum. Dunaj tvořil hranici říše, na jeho druhé, severní straně existovalo od 2. století germánské osídlení s velkým tržištěm.
První zmínky o Vindoboně se nacházejí v díle Geōgraphikḕ Hyphḗgēsis Klaudia Ptolemaia a ve spise Liber de caesaribus historika Aurelia Victora, který zaznamenal, že ve Vindoboně zemřel císař Marcus Aurelius (17. března 180) na neznámou nemoc během vojenského tažení proti germánským kmenům.
Asymetrické uspořádání vojenského tábora, značně neobvyklé mezi jinak standardizovanými římskými tábory, je dodnes rozpoznatelné na půdorysu Vídně. Například název dnešní ulice Graben („příkop“) odkazuje na obranné příkopy vojenského tábora. Část jeho opevnění stála ještě ve středověku.
Vindobona zanikla poté, co byla napadena Huny ve 30. letech 4. století. Obyvatelstvo se rozprchlo a místo zůstalo na několik století opuštěno. Pozůstatky římského vojenského tábora byly nalezeny na mnoha místech v centru Vídně, například na náměstí Michaelerplatz před Hofburgem. Pod náměstím Hoher Markt byly objeveny pozůstatky dvou římských staveb během budování kanalizace ještě v letech 1948-1949. Toto místo Římané nazývali Forumaltum a šlo o centrum Vindobony, kde se nacházel dům velitele legií. V současnosti je zde hlavní vídeňské muzeum věnované římským památkám, Römermuseum. Vykopávky též odhalily, že Vindobona byla zásobována 17 km dlouhým vodovodním potrubím ze zdroje vody ve Vídeňském lese kolem dnešního Kalksburgu. Římské sídlo mělo též vlastní kanalizační systém. Kanály byly hluboké až dva metry, a bylo možné je tudíž pravidelně čistit. Tento systém neměl obdoby až do moderní éry a hygienická situace byla v římských časech mnohem lepší než ve středověku.